# میرابته د لا سیرا
میرابته د لا سیرا (به اسپانیایی: Miravete de la Sierra) یک شهرستان در اسپانیا است که در استان تروئل واقع شده‌است.

## خصوصیات
میرابته د لا سیرا ۳۶ کیلومترمربع مساحت و ۴۷ نفر جمعیت دارد.